# کنوت لیندبرگ
کنوت لیندبرگ (انگلیسی: Knut Lindberg؛ ۲ فوریه ۱۸۸۲ – ۶ آوریل ۱۹۶۱ (aged 69)) ورزشکار دو و میدانی اهل سوئد بود.
از باشگاه‌هایی که در آن بازی کرده‌است می‌توان به باشگاه فوتبال اورگریته اشاره کرد.
وی در مسابقات کشوری و بین‌المللی در مجموع برندهٔ ۲ مدال نقره شده‌است.